# Helena Mierowa
Helena Mier z domu Turkułł herbu Ostoja (ur. 9 czerwca 1837, zm. 22 sierpnia 1916 w Rzymie) – polska hrabina, właścicielka ziemska, działaczka charytatywna.

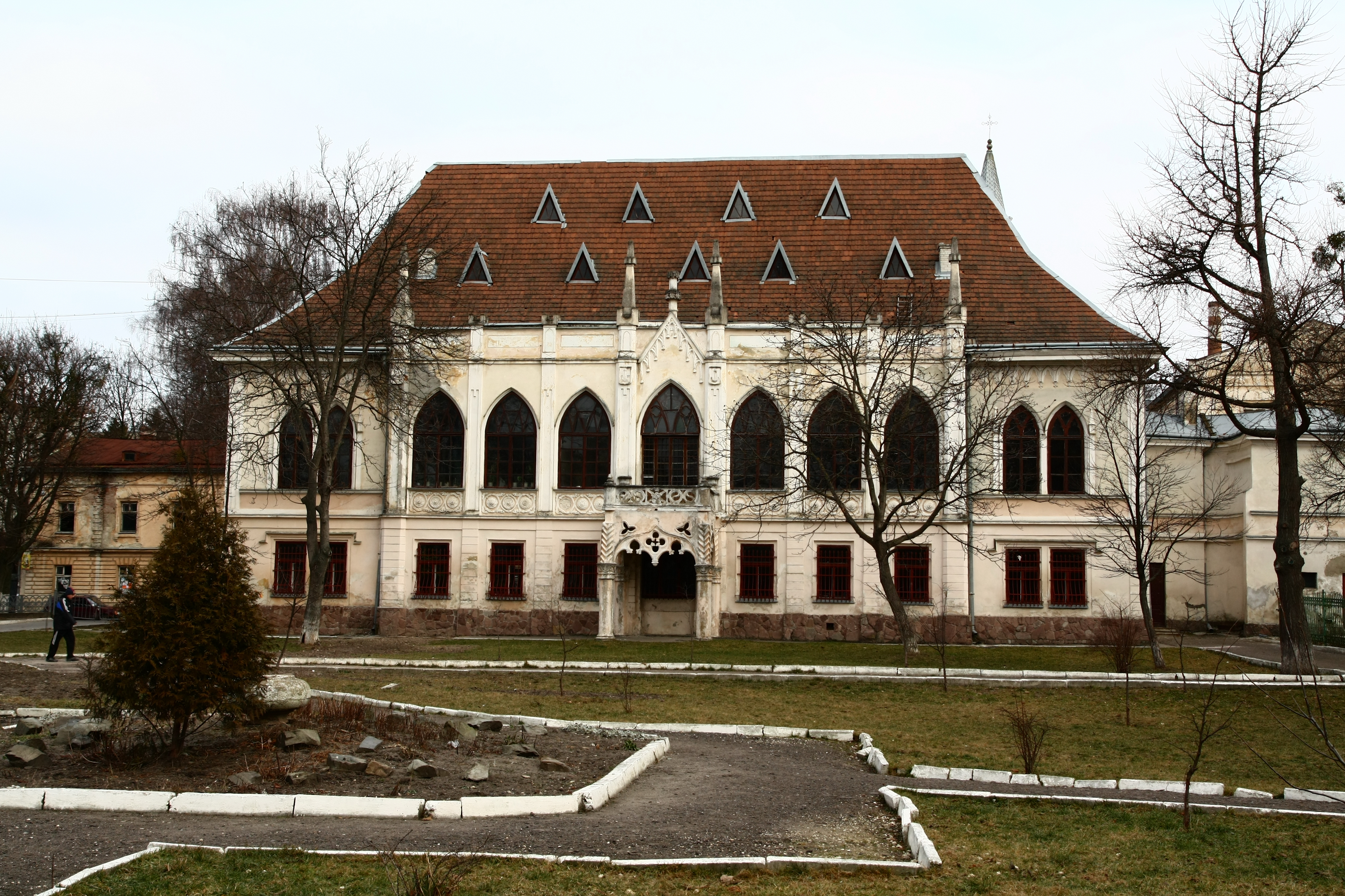
Pałac Turkułłów-Comello we Lwowie

## Życiorys
Rodzina była niepolskiego pochodzenia, nobilitowana na Sejmie 1676, w 1782 przyznano legitymę szlachecką jej 14 męskim przedstawicielom, a ich ostatni potomek (Feliks Turkułł) zmarł w 1885. Urodziła się 9 czerwca 1837. Pochodziła z rodziny Turkułł herbu Ostoja. Była córką Tadeusza z Zastawny (pan na Tarnopolu) i Heleny hr. Poletyło herbu Trzywdar. Była siostrą Felicji Comel. Legitymowała się tytułem hrabiny. 
25 listopada 1857 została żoną Karola Miera (1832-1885). Po zmarłym mężu odziedziczyła dobra ziemskie i pod koniec XIX wieku była właścicielką ziemską (tabularną) majątków Derniów, Dobrotwór, Jasienica Polska, Jasienica Ruska, Kamionka (do 1894), Obydów, Ruda, Sielec, Pieńków, Stryhanka na obszarze ówczesnego powiatu kamioneckiego. Była też właścicielką Stawu Tarnopolskiego.
Była związana ze Lwowem, gdzie była przypisana do adresu ul. Majerowskiej 117. Brała regularny udział w balu polskim w Wiedniu. Zorganizowała własny pawilon na Wystawie Krajowej we Lwowie w czerwcu 1894. Zamieszkiwała w Rzymie, gdzie prowadziła salon, stanowiący centrum arystokratycznych zabaw, w tym przyjęć tanecznych.
Prowadziła działalność charytatywną. Wspierała potrzebujących. Była fundatorka stypendiów dla uczniów pochodzących ze szlachty galicyjskie; dla młodzieńców w „Teresianum”, a dla dziewcząt z fundacji im. Stefanii. W lutym 1891 darowała kwotę 10 tys. zł na restaurację kościoła w Kamionce. W połowie 1900 przekazała kwotę 20 tys. koron na budowę jubileuszowego kościoła św. Elżbiety we Lwowie. 6 czerwca 1902 przekazała, na wypadek swojej śmierci, nieruchomość przy ul. Lichtensteina 51 w Wiedniu w akcie darowizny na rzecz państwa, z przeznaczeniem na biura i mieszkania dla Ministerstwa Galicji. W 1909 przekazała na rzecz Lwowskiej Galerii Obrazów obraz „Potop (Sara)” autorstwa Paula Merwarta. W 1910 przekazała kwotę pół miliona koron na założenie Szpitala Czerwonego Krzyża we Lwowie. Pod koniec 1910 cesarz Franciszek Józef I zatwierdził fundację Heleny Mierowej, która zapisała kwotę pół miliona koron na rzecz Czerwonego Krzyża.
Została damą Orderu Krzyża Gwiaździstego (25 listopada 1879), damą Orderu Elżbiety I klasy (13 grudnia 1899), damą honorową maltańską (1901), damą pałacową Cesarstwa Austrii (2 stycznia 1906).
Po wybuchu I wojny światowej pozostawała w Rzymie. Tam zmarła 22 sierpnia 1916 w wieku 80 lat.
W listopadzie 1916 ogłoszono, że w Mierowa kodycylem z 5 maja 1910 zapisała kwotę miliona złotych na fundację wspierającą szpitale, z której odsetki miały być przeznaczane i równo rozdzielane na rzecz 12 panien szlacheckiego pochodzenia, narodowości polskiej i wyznania katolickiego. W 1917 była anonsowana informacja o utworzeniu fundacji dla panien szlacheckich jej imienia.
W latach 30. XX wieku były pałac Turkułłów wraz z 6-morgowym parkiem istniał przy ulicy Piekarskiej we Lwowie i był własnością Janiny Batyckiej (matka Zofii).